# 湖桥
湖桥是瑞士琉森的羅伊斯河上的一座公路桥，位于琉森湖进入罗伊斯河处，因而得名。当前的湖桥为第三代桥梁，建于1994至1996年间，第一代和第二代桥分别建于1869至1870年和1934至1936年。